# Sołomereccy herbu Rawicz
Sołomereccy – ród kniaziowski (książęcy) pochodzenia ruskiego, który wziął swoje nazwisko od miejscowości Sołomerecze nad rzeczką Sołomereczą, dopływem Wiaczy, w powiecie mińskim, będący gałęzią dynastii Rurykowiczów i ich linii panującej nad księstwem smoleńskim.
Bezpośrednim protoplastą kniaziów Sołomereckich był kniaź Iwan Dymitrowicz, przezywany "Szach", który według Józefa Wolffa był synem Dymitra Swiatosławowicza i wnukiem Swiatosława Hlebowicza księcia smoleńskiego. Wspomniany Iwan, pisząc się pierwotnie jako Sołomerski, pozostawił trzech synów – kniaziów Jurija, Fedora i Semena, z których pierwszy miał syna Wasyla, przezywanego "Tatiszcz", protoplastę rodziny Tatiszczewych istniejącej w Rosji. Znani Sołomereccy są potomkami Fedora lub Semena Iwanowiczów.
Kniaziowie Sołomereccy wchodzili w liczne związki z innymi możnymi rodami Wielkiego Księstawa Litewskiego, m.in. z kn. Holszańskimi, kn. Mścisławskimi, Naruszewiczami, Tyszkiewiczami i Chodkiewiczami.
Ród wygasł w linii męskiej w 1641 r. na kniaziu Janie Władysławie Sołomereckim, marszałku pińskim.